# グレイト・ギタリスト・ハント
「グレイト・ギタリスト・ハント」（Great Guitarist Hunt）とは、1974年にローリング・ストーンズを脱退したギタリスト、ミック・テイラーの後任を探す目的で行われた一連のレコーディングセッションのことである。テイラーが脱退を表明した時点で既に翌1975年のストーンズ北米ツアーが決まっていたため、後任のギタリストを早急に探す必要があった。そのような状況下、オーデションは1974年12月から制作が開始されたアルバム『ブラック・アンド・ブルー』のレコーディングを利用して行われた。

## 概要
1974年当時、テイラーはストーンズのメンバーとしての最後のアルバムとなった『イッツ・オンリー・ロックンロール』のレコーディングには全面的に参加したものの、すでにある程度は脱退も考えていたようである。理由としては、やはりストーンズの中心は何といってもミック・ジャガーとキース・リチャーズの2人であり、テイラーは自分が今後追及していきたいと考えていた音楽制作はバンド内では難しいと思い始めていた、と、これまで多くのメディアや関連資料などで伝えられている。さらに後年テイラーはリチャーズのヘロイン依存の悪化など当時バンドが抱えていた諸問題が自分の家族にまで悪影響を及ぼすことを避けたかったと語った（ある意味でこのテイラーの判断は正解だった。2年後の1977年2月にトロントでリチャーズが逮捕されバンドの存続が危ぶまれるほどの問題となった）。当時、ストーンズのメンバーや周囲のスタッフ、ミュージシャン達がどの程度テイラーの心境を知っていたか正確にはわからないが、ストーンズで活動していくことに対して消極的になりつつあると感じていたとしても、ニューアルバムのリリース後、いきなり抜けるとは予想だにしていなかったようである。
テイラーがジャガーにバンド脱退を伝えたのはロバート・スティッグウッド主催のパーティ会場でのことだったらしく、その会場で偶然ロン・ウッドがミック・ジャガーの隣に座っていると、テイラーがやってきてストーンズを辞めるとジャガーに伝えた、とウッドが語っている。すでにツアーの予定が組まれていたのでジャガーは一時的に焦り、横にいたウッドに「大変だ、ロニー今すぐストーンズに加入しないか?」と聞いてきたという。ウッドは、参加したい気持ちはあったが当時まだフェイセズのメンバーだったので、その場で即答はしなかった。結局1975年の北米ツアーはウッドをサポートメンバーとして乗り切る。その後ストーンズはテイラーの後任ギタリストを選抜するために、スタジオに有力候補となり得るギタリスト達を呼んでセッションし、バンドとの相性をチェックした。この一連のセッションが特にローリング・ストーンズのファンや一部のロックファン、ジャーナリスト、研究者達の間で「グレイト・ギタリスト・ハント」と呼ばれている。このセッションは1976年に『ブラック・アンド・ブルー』としてリリースされるアルバムのレコーディングを利用して行われたため、同アルバムにはリチャーズ以外に3人のギタリストが参加している。
実際に誰がセッションに参加していたかには諸説あり、過去にはいわば都市伝説的に誇張された説も散見されたようだが、最終的にストーンズに加入したウッド、『ブラック・アンド・ブルー』にクレジットされているハーヴィ・マンデル、ウェイン・パーキンスの3人が参加していたことは確実だろう。ブートレグで演奏が確認されているジェフ・ベックに関しては後述を参照。このほかに参加していた、またはセッションに参加したかどうかは不明だが候補とされていた、と言われているギタリストに、ロリー・ギャラガー、ピーター・フランプトン、スティーブ・マリオットなどがいる。

## 経過
何人テストしても肝心の後任ギタリストが一向に決まらないストーンズは、フェイセズに在籍したままでストーンズの1975年北米ツアーをサポートしたロン・ウッドに「おれ達は絶望的だ」と連絡した。フェイセズがほぼ解散しつつある状態だったこともあり、ウッドはセッションに参加。指定されたホテルに到着したウッドをストーンズはベックとマンデルの間の部屋にチェックインさせた、とウッドは後に語っている。ウッドは到着早々大物ギタリスト2名の間にチェックインさせられ、直感的にストーンズが求めていることを感じ取ったという。それはどんなプレッシャーの下でも平然とストーンズナンバーの数々を弾きこなせる一種の度胸のような資質であり、いかにテクニカルに優れたギタープレイヤーでも、その資質抜きではストーンズの仕事は勤まらないという条件だった。
キース・リチャーズは当時の状況を回想して「ロニーがスタジオに入ってきた瞬間に全てが決まった。彼しかいない」と感じたと語っている。チャーリー・ワッツは「当時のおれ達はストーンズにとって重要な魅力のひとつであった”威勢のよさ”を失いかけていたが、ロンが加わった演奏ではそれが復活した」と後年のインタヴューで語っている。またリチャーズは、『ブラック・アンド・ブルー』に参加しているハーヴェイ・マンデルやウェイン・パーキンスを起用しなかった理由として、「生粋のブリティッシュロックバンドであるローリング・ストーンズにアメリカ人である彼らを加えることに今ひとつ乗り気になれなかった」と語っている。もちろんこれは「アメリカ人だから入れない」というような単純な意味ではなく、ストーンズは常にボビー・キーズ、ビリー・プレストン、シュガー・ブルー、リサ・フィッシャー、ダリル・ジョーンズ、チャック・リーヴェルなどの米国人ミュージシャンを欠かせない存在として起用してもいる。しかしやはり「リチャーズの相方のギタリスト」となると特別なポジションだったのだろう。後年リチャーズは「今の自分にはこのようなこだわりは無い」と語っている。こうしてロン・ウッドの加入が決定し「ハント」は終了、1976年2月に正式に加入が発表された。ウッドはその後、契約参加の時代を経て最終的にはストーンズの正式メンバーとなり、現在にいたるまで在籍している。

## ロン・ウッド自伝内の記述
2007年に出版されたロン･ウッドの自伝 "RONNIE by Ronnie Wood"日本語版「俺と仲間　ロン・ウッド自伝」の中でウッドは、エリック・クラプトンら数人とストーンズのメンバー数名と共にヨーロッパの別の国からミュンヘンに向かったと書いている。同書でこの件については所々断片的に触れられているだけであり、ストーンズがギタリストを探した経緯をまとめて説明しているわけではなく、さらにウッド自身が本文中で「過去の記憶はかなりあいまいで思い出せないことも多い」と断っているので全貌がわかるわけではないが、この記述からはクラプトンも候補の一人だったのかもしれないとも推測できる。

## ジェフ・ベックの参加
ギターマガジン誌2006年7月号に掲載されたジェフ・ベックへのインタヴューによると、ベックはストーンズから「ロッテルダムに来て欲しい」とオファーを受け、レコーディングセッションだと思って喜んで出かけたと語っている。しかし2、3日たっても全くレコーディングが行われる様子がないので、「何もやれないなら帰る」と伝えたところ、イアン・ステュワートが「バンドに加入してもらうために呼んだ」と言ってきたという。正規リリースではないが、ブートレグにストーンズとの演奏が収録されていることから、ある程度は録音されていたというのが事実だろう。当時の心境を「ストーンズへの加入という選択肢に正直魅力を感じる自分もいた」と同インタヴューで表現しているが、ちょうどその時アルバム『ブロウ・バイ・ブロウ』の制作を予定していたこともあり、1日中延々と12小節のブルーズを演奏し続けるストーンズと、常に「前人未到」と言っても過言ではないほどに革新的なロックギターの新境地を切り開いてきた自分とではとうていうまく行かない、と判断したベックは、ジャガーあてのメモを残して去った。一説によるとそのメモには「今回は協力できなかったが、いつか力になる」というようなことが書いてあったとされている。後にベックは、ジャガーが初のソロ・アルバム『シーズ・ザ・ボス』を制作した際にレコーディングに参加、その後のツアーにも始めの数日間同行し、その約束を果たしたと言われている。2012年11月25日にO2アリーナで行われたストーンズ50周年記念ライヴには、スペシャル・ゲストとして登場した。